# 蘇聯國家男子籃球隊
蘇聯國家籃球隊是蘇聯國家男子籃球隊。蘇聯是歷史上最成功的1支籃球國家隊之一。在1972年、1988年，蘇聯2次獲得奧運會籃球比賽金牌。此外，蘇聯還4次獲得奧運會銀牌、3次獲得奧運會銅牌。此外蘇聯還3次獲得世界籃球錦標賽金牌、3次獲得世界籃球錦標賽銀牌、2次獲得世界籃球錦標賽的銅牌。